# Бородай Олександр Андрійович
Борода́й Олекса́ндр Андрі́йович; 15 вересня 1946, Дніпропетровськ) — 8 листопада 2019, Київ, Україна) — український художник, член Національної спілки художників України (з 1975 року).

## Біографія
Народився у Дніпропетровську. У 1972 році закінчив Київський державний художній інститут, педагог з фаху Т. Н. Яблонська. Працював в галузі станкового та монументального живопису.

## Основні твори
- Рельєфи в Дніпропетровському театрі опери і балету (у співавторстві, 1974).
- Розписи в Дніпропетровському театрі ім. Т. Шевченка (1976).
- Станція метро «Видубичі» (у співавторстві, 1992).
- Серія емалей «Давньоруські мотиви», «Прості речі» (1996).
- Композиція «Страшний суд» в нартексі Михайлівського Золотоверхого собору (1998, відновлення)

## Зображення

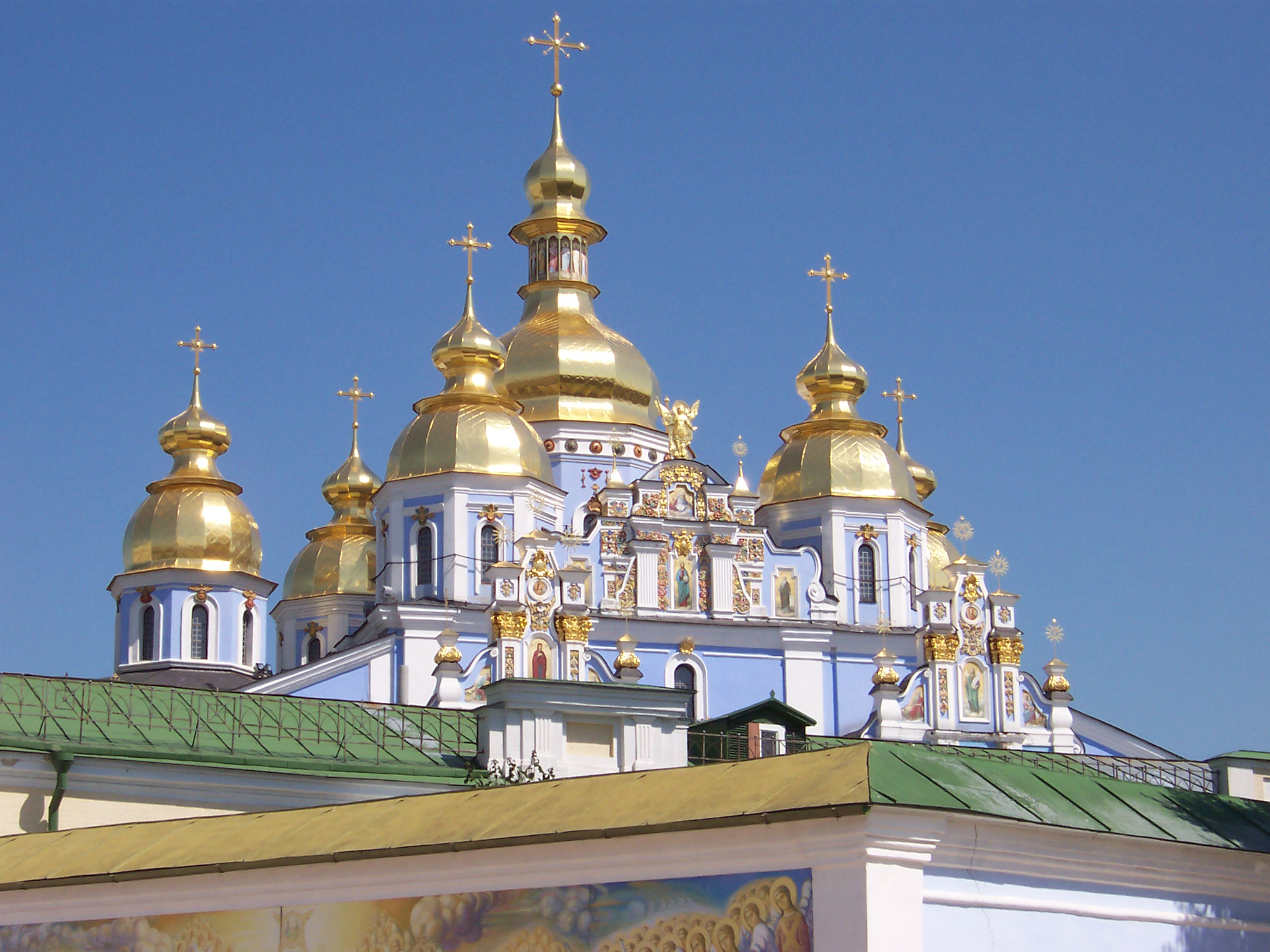
Михайлівський собор в Києві
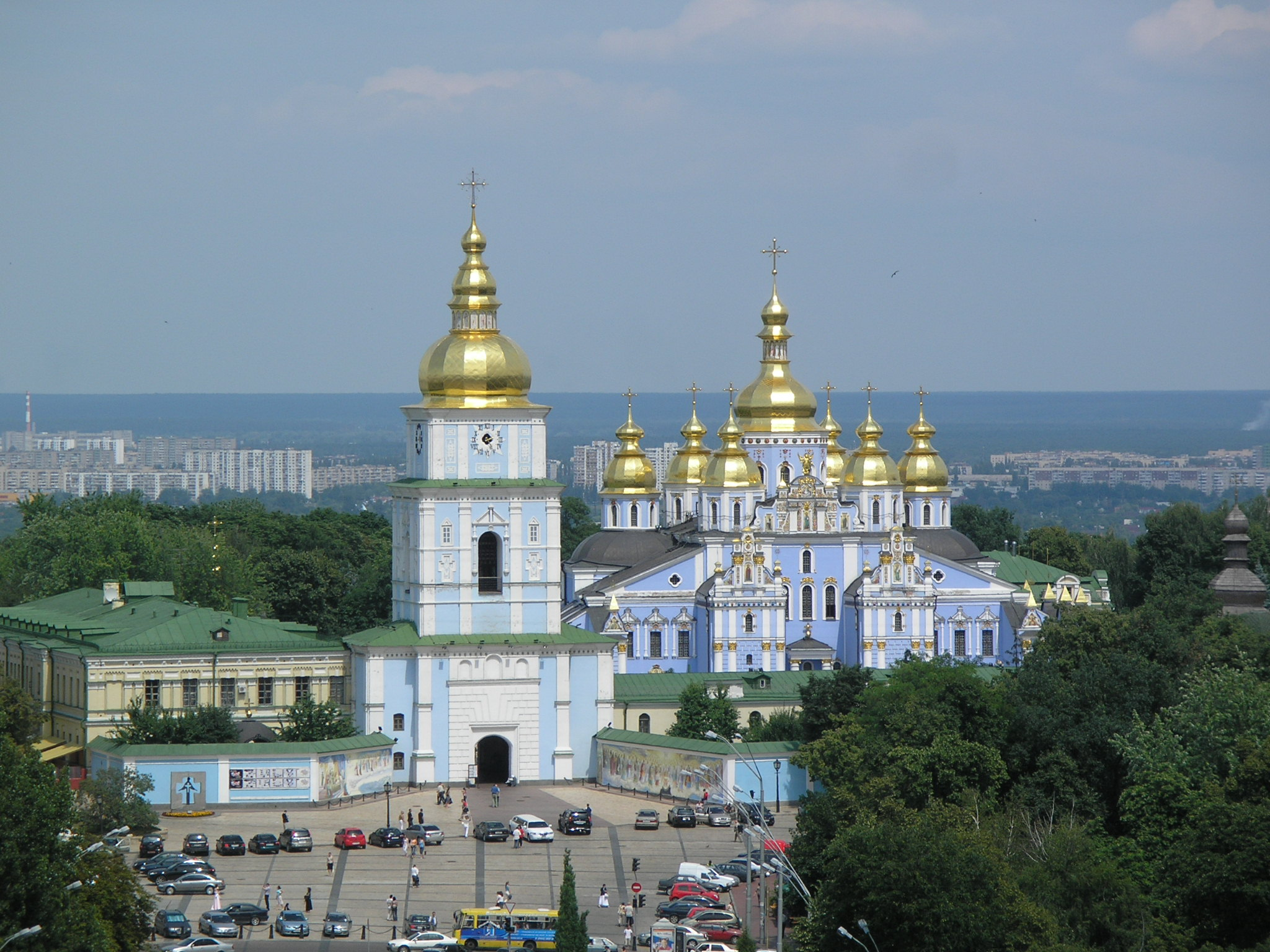
Михайлівський Золотоверхий собор у Києві
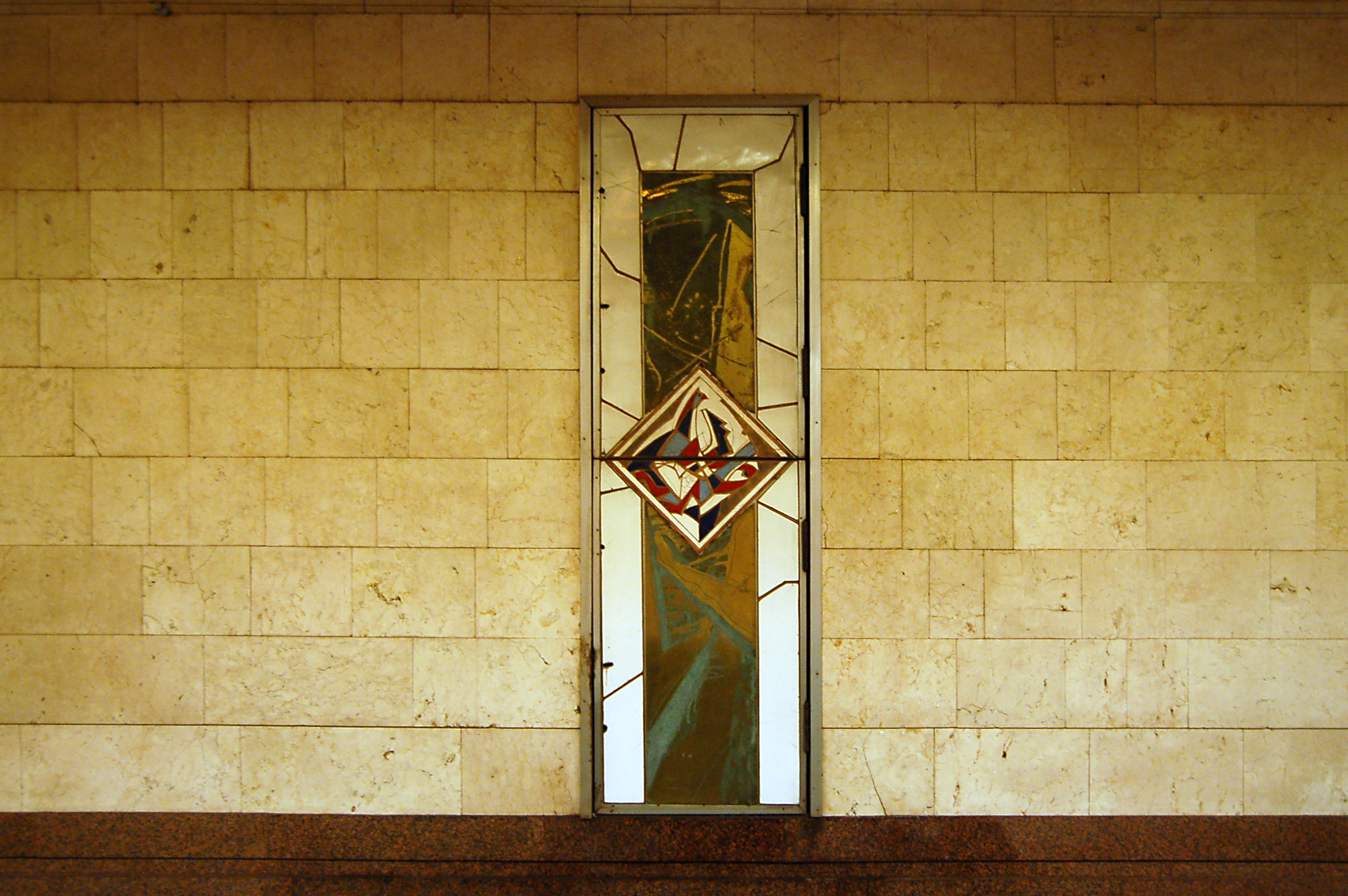
Дверцята на колійній стіні станції метро «Видубичі»